# Platamus sharpi
Platamus sharpi là một loài bọ cánh cứng trong họ Silvanidae. Loài này được Hetschko miêu tả khoa học năm 1930.